# Charlotte Delbo

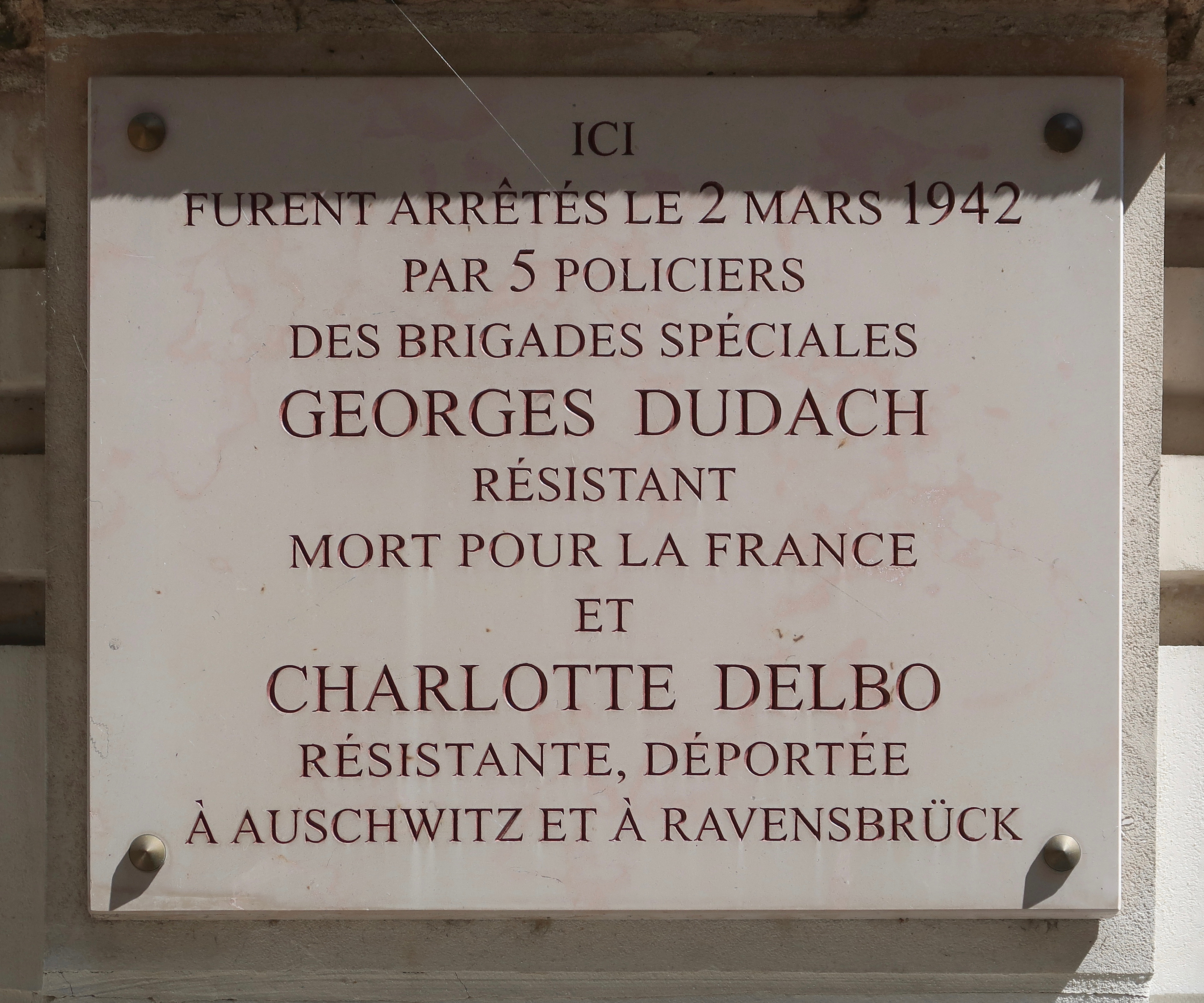
Placa en homenaje a los combatientes de la resistencia Georges Dudach y Charlotte Delbo

Charlotte Delbo (*10 de agosto de 1913, Vigneux-sur-Seine, Essonne, Isla de Francia -† 1 de marzo de 1985, París) fue una escritora francesa principalmente conocida por su trilogía de memorias en Auschwitz, a donde fue enviada como miembro de la resistencia francesa.

## Biografía
Nacida cerca de París, uno de los cinco hijos del carpintero Charles Delbo y Erménie Morero. Estudiante de filosofía en La Sorbona, se interesó por el teatro y la política, se adhirió al Partido Comunista Francés en 1932. Se casó con George Dudach en 1934 y más tarde fue secretaria y asistente del famoso actor, director y productor Louis Jouvet encontrándose en gira teatral por Buenos Aires cuando la Wehrmacht ocupó Francia en 1940. Regresó a París diciendo a Jouvet Debo regresar, no puedo permanecer a salvo mientras otros son guillotinados, no podré mirar a nadie a la cara.
Su marido era miembro activo en la resistencia francesa como correo secreto del poeta Louis Aragon, ambos formaron parte del grupo de Georges Politzer. El 2 de marzo de 1942 fueron arrestados por fuerzas de la ocupación alemana de Francia. 
El 23 de mayo Dudach fue fusilado y ella fue enviada a varios campos de tránsito en Francia hasta el 23 de enero de 1943 cuando fue deportada en tren junto a otras 229 mujeres hacia Auschwitz en uno de los pocos transportes de prisioneros no judíos ya que eran generalmente enviados al Campo de concentración de Mauthausen-Gusen. Sólo 49 sobrevivieron, fue el único vagón de prisioneros que entró al campo de concentración cantando La Marsellesa. ( Le convoi du 24 janvier). En ese mismo vagón se hallaba Marie-Claude Vaillant-Couturier, hija de Lucien Vogel que testificaría en los Juicios de Nuremberg; France Rondeaux, sobrina de André Gide; Vittoria "Viva" Daubeuf, hija de Pietro Nenni; Simone Sampaix, hija del editor de L'Humanité; Marie "Mai" Politzer, esposa de Georges Politzer; Adelaide "Heidi" Hautval, doctora que testificaría sobre las atrocidades médicas nazis; y Helene Solomon-Langevin, hija del físico Paul Langevin. 
Las mujeres fueron confinadas en Birkenau;, luego, en el campo satélite de Rajsko, antes de ser enviadas el 7 de enero de 1944 a Ravensbrück para en 1945 ser puestas a disposición de la Cruz Roja Internacional.
Al regreso escribió su trilogía Auschwitz y después, pero retuvo su publicación hasta 1965 para darle correcta perspectiva histórica; y los últimos dos volúmenes fueron publicados en 1970 y 1971. 
La pieza teatral "Qui Rapportera Ces Paroles?" trata sobre su experiencia en Birkenau.
Influenciada por David Rousset y Jorge Semprún abandonó los ideales comunistas al conocer la existencia de otros campos de prisioneros. Durante la Guerra de Argelia publicó el manifiesto antibélico "Les belles lettres".
En la década del 60 trabajó para la ONU y con Henri Lefebvre. Murió de cáncer de pulmón en 1985.

## Valoración
Si mundialmente su obra no ha tenido la difusión de los relatos de Anne Frank, Primo Levi y Elie Wiesel, como Tadeusz Borowski, en cambio influenció en Haft, Lamot, Lawrence L. Langer, Nicole Thatcher, Geoffrey Hartman, Marlene Heinemann, Robert Skloot, Kali Tal, Erin Mae Clark, Joan M. Ringelheim, Debarati Sanyal y otros.[cita requerida]

## Publicaciones
- Les Belles Lettres, París, Minuit, 1961.
- Le Convoi du 24 janvier,París,  Minuit, 1965, 1978, 1995.
- Auschwitz et après :
  - Aucun de nous ne reviendra, París, Gonthier, 1965; Minuit, 1970, 1979, 1995, 2014. Traducción al castellano como Ninguno de nosotros volverá (Libros del Asteroide, 2020).[4]
  - Une connaissance inutile, París, Minuit, 1970. Traducción al castellano como Un conocimiento inútil (Libros del Asteroide, 2020).[4]
  - Mesure de nos jours, París, Minuit, 1971, 1994. Traducido al castellano por Palmira Feixas como La medida de nuestros días (Libros del Asteroide, 2025).[5]

- Spectres, mes compagnons,  Lausana, Maurice Bridel, 1977; París, Berg, 1995.
- La Mémoire et les Jours, París, Berg International, 1985, 1995.

Teatro:
- La Théorie et la Pratique, París, Anthropos, 1969.
- La Sentence, pièce en trois actes, París, P.-J. Oswald, 1972.
- Qui rapportera ces paroles ?, París, P.-J. Oswald, 1974. HB, Aigues-vives, 2001.
- Maria Lusitania, París, P.-J. Oswald, 1975.
- La Ligne de démarcation y La Capitulation, París, P.-J. Oswald, 1977.
- Les Hommes", inédita.